# 季米特洛夫格勒 (保加利亞)
42°3′N 25°36′E / 42.050°N 25.600°E
季米特洛夫格勒（Димитровград）是保加利亞哈斯科沃州西北部的一個城市，位於馬里查河畔。2008年2月1日人口57,002人。
1947年9月2日建市，以保加利亞共產黨領袖格奧爾基·季米特洛夫命名。

## 友好城市
截至2021年3月，季米特洛夫格勒共与九座城市结为友好城市关系：
- 阿尔及利亚 卜利达
- 蒙古国 达尔汗
- 俄羅斯 季米特洛夫格勒
- 德国 艾森许滕施塔特
- 義大利 格罗塞托
- 中国 台州市 椒江区
- 希腊 卡拉马里亚
- 匈牙利 考津茨包尔齐考
- 波蘭 诺瓦胡塔